# Fosso Gambaredoletto
Il Fosso Gambaredoletto (o Fosso Gambaredolo-Gambaredoletto) è un breve fiume della Lombardia che scorre nella provincia di Mantova nell'Alto Mantovano.
Nasce nella campagna di Medole ed attraversa il territorio del comune di Castel Goffredo, prima di confluire nella Seriola Piubega nei pressi della località Gambaredolo.
La sua origine è molto antica e si hanno testimonianze già nel XV secolo. Il suo nome deriva da gamberetto, crostaceo di acqua dolce, presente nel canale.
Il corso d'acqua bagnava un tempo la corte rinascimentale del luogo (Corte Gambaredolo), voluta da Aloisio Gonzaga come residenza estiva dei "Gonzaga di Castel Goffredo", è nota alla storia per essere stata teatro, il 6 maggio 1592, dell'assassinio del marchese Alfonso Gonzaga e signore di Castel Goffredo, per mano del nipote Rodolfo di Castiglione.